# 특허증

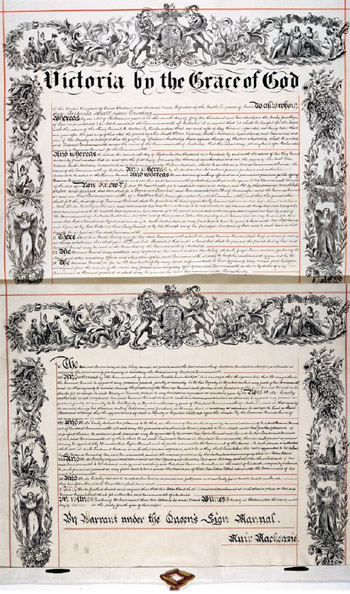
1900년 빅토리아 여왕이 발행한 특허증은 연방 과정의 일환으로 오스트레일리아의 총독직을 창설했다.

특허증(letters patent)은 군주, 대통령 또는 기타 국가 원수가 발행한 서면 명령 형태의 법적 문서 유형으로, 일반적으로 사무실, 권리, 독점, 소유권 또는 사람이나 법인 지위를 부여한다. 특허증은 기업, 관공서를 설립하고 도시 지위나 문장을 부여하는 데 사용될 수 있다. 특허증은 영연방 영역의 총독 및 총독과 같은 왕실 대표 임명과 왕립 위원회 임명을 위해 발행된다. 영국에서는 해당 영역의 동료 창설을 위해 발행되기도 한다.
특정 형태의 특허증은 발명이나 디자인에 대한 독점권을 부여하는 현대 지적 재산권 특허(미국 특허법에서는 실용 특허 또는 디자인 특허라고 함)로 발전했다. 이 경우 서면 승인은 공개 문서 형식이어야 하며 다른 발명가가 침해를 방지하기 위해(특허가 유효한 동안) 이를 참고하고 이를 실제로 사용하는 방법(한 번)을 이해할 수 있도록 하는 것이 중요하다. 특허권은 만료됨). 신성 로마 제국, 오스트리아 제국, 오스트리아-헝가리에서 제국 특허는 일반적으로 구속력이 있는 법적 규정의 가장 높은 형태였다. (예: 관용특허, 농노특허 등)
특허증의 반의어는 편지 클로즈(라틴어: litae clausae)로, 성격상 개인적이며 수신자만 내용을 읽을 수 있도록 봉인되어 있다. 따라서 특허증은 청중이 넓다는 점에서 다른 종류의 공개 서신과 유사하다. 특허증의 내용이 수취인이 수집하기 전에 어떻게 널리 공개되었는지, 예를 들어 왕이 봉인한 후 일정 기간 동안 왕궁의 신하들이 검사를 위해 남겨두고 그 내용을 다시 전파했는지는 확실하지 않다.

## 같이 보기
- 외국판결의 승인과 집행
- 사략면장
- 교황 칙서
- 칙허장